# Scissurella morretesi
Scissurella morretesi is een slakkensoort uit de familie van de Scissurellidae. De wetenschappelijke naam van de soort is voor het eerst geldig gepubliceerd in 1972 door Montouchet.